# Pavillons de l'entrée de la rue Guillaume-le-Conquérant
Les pavillons de l'entrée de la rue Guillaume-le-Conquérant sont deux édifices situé à Caen, en France,.

## Localisation
Les monuments sont situés dans le département français du Calvados, à Caen, aux 2 et 4 place Fontette, à l'entrée de la rue Guillaume-le-Conquérant.

## Historique
Ces deux bâtiments ont été conçus dans le cadre de l'aménagement par l'intendant de la généralité de Caen François-Jean Orceau de Fontette pour un nouvel accès occidental de la ville. Ils sont érigés à l'ancien emplacement des fossés précédant les remparts. Le pavillon nord, « pavillon Saint-Sauveur » (ou « de la Ville ») est mis en construction en 1757, mais interrompus, les travaux ne reprennent qu'en 1773. Le pavillon sud, « pavillon de l'Abbaye », est construit en 1758. Les deux pavillons devaient être à l’origine reliés pour former une porte de ville,, ; le projet, trop coûteux, fut abandonné.
En 1773, la ville décide d'aménager dans son pavillon, au nord, un magasin et une salle d'armes pour le régiment provincial et pour les garde-côtes. En 1777, le Ministère de la Guerre décide de transformer le pavillon en caserne pouvant recevoir 200 hommes afin de mettre l'armée à l'écart de la population mais tout en la maintenant à proximité en cas d'émeute. Les militaires quittent le bâtiment dans la première partie du XIXe siècle.
Les façades et les toitures de chacun des bâtiments sont inscrites au titre des Monuments historiques depuis le 13 avril 1928,.

## Architecture

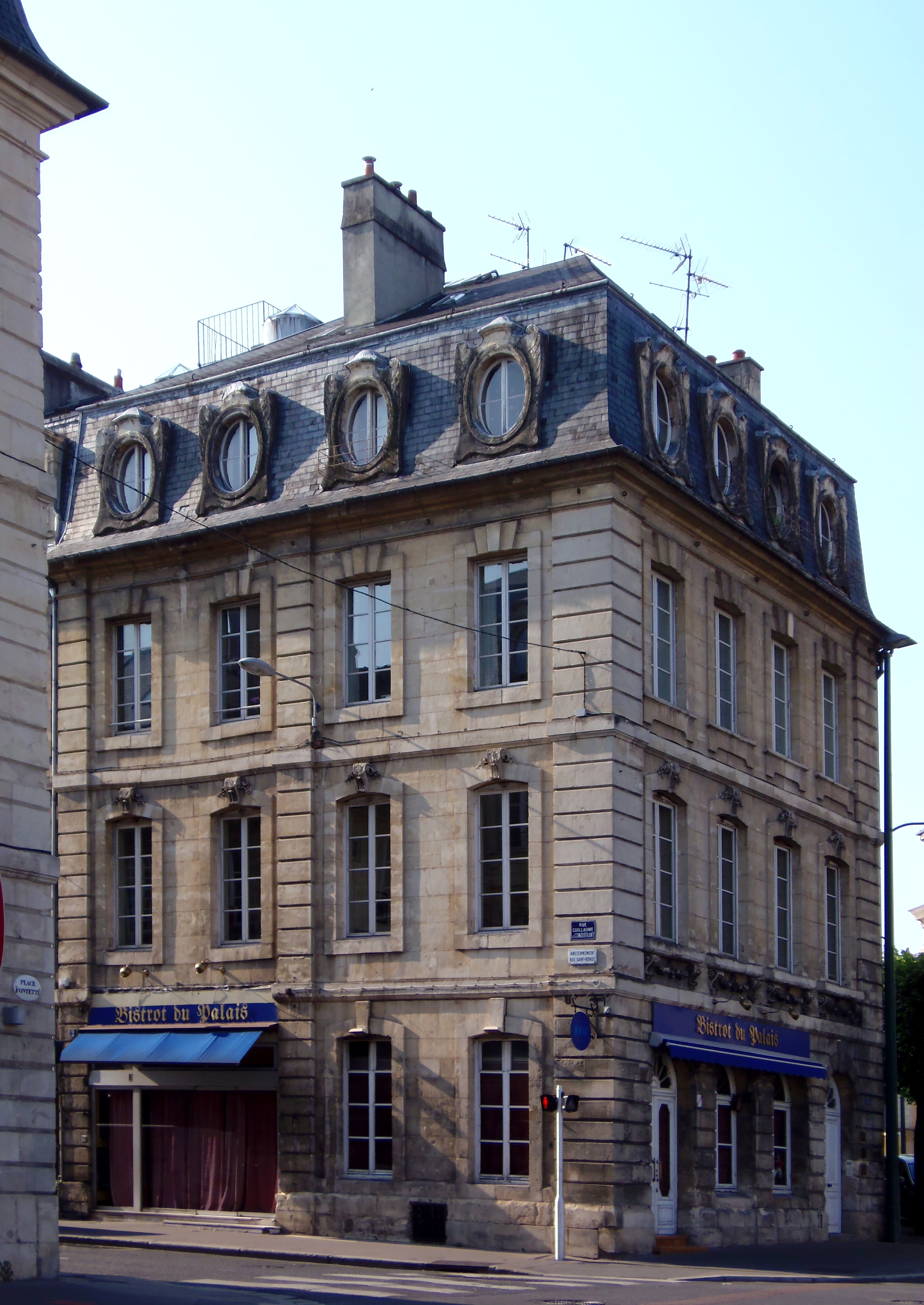
Le pavillon nord.